# 倭仁
倭仁（わじん、満洲語: ᠸᡝᠰᡞᠨ　転写：wesin、Woren、1804年 - 1871年）は、清末の保守派官僚。字は艮峰。

## 生涯
蒙古正黄旗人。烏斉格里氏。1829年、進士となり、庶吉士に選ばれ、編修となった。その後、中允、侍講、侍読、庶子、侍講学士、侍読学士、詹事、大理寺卿を歴任した。1871年、文華殿大学士になった。死後、太保と文端の諡号を贈られ、賢良祠に祀られた。
1867年、五品以下の京外官を選抜して、同文館で天文学と数学を西洋人の教師に学ばせることとなった。倭仁はこれに反対して「立国の道は礼義であり、権謀ではない。根本の途は人心であって、技芸ではない」と述べた。さらに外国人の教師が誠心誠意人材を育成するか疑問を持ち、夷人を師とする洋務運動に強硬に反対した。
また倭仁は宋明理学の学者として知られ、李棠階や曽国藩などの理学家と親しく交わった。

## 影響
倭仁は後世では保守派の代表とみなされているが、全く道理に合わないことを言っているわけではない。倭仁は清の人材育成は清の実情に合わせて清自身が着手すべきことで、盲目的に西洋の学問を清の土壌に移植しても効果がないと指摘しているのである。
当時の洋務派はこの倭仁の言論を無視することができず、例えば馮桂芬は全国から有能な人材を集めるにあたって、「西洋人の教師から外国語と数学を学ばせ、国内の教師から経学と史学を学ばせるべきである」と主張した。このような「西洋の学問を重視しつつ、中国の学問も軽視しない」という発想は、後に張之洞の「中体西用」の学説につながっていくのである。